# アメリカレコード協会
アメリカレコード協会（アメリカレコードきょうかい、英語: Recording Industry Association of America、略称：RIAA）は、アメリカ合衆国のレコード産業による業界団体である。多数のレコード・レーベルや配給会社が加盟しており、アメリカ全体の流通量の85%を占めている。
レコード技術の標準化を目的に1952年に設立され、1954年に米RCA社が開発したLP・EP用の録音・再生カーブであるNew OrthophonicをRIAAカーブとして規格化した。その後も、ステレオレコード(45/45方式)、コンパクト・カセット、DAT、コンパクト・ディスクなど音楽ソフトの技術標準の管理に大きな役割を持っている。アメリカ合衆国におけるライセンスやロイヤルティの管理業務や、ゴールドディスク認定等を行っている。
日本語での表記は「全米レコード協会」、「全米レコード工業会」「米レコード産業 協会」などもあるが、ここでは日本レコード協会が採用している表記を使用した。

## 濫訴行為
P2Pなどファイル共有プログラムを使い違法に著作権曲をダウンロードしている人物らに対して強引な法的手段に訴え、なかには無実の人間も含まれているために波紋を広げていた。2004年から2005年にかけ、障害を持つ寡婦とその娘に対して著作権法違反として訴訟を起こし、5000ドル(約60万円)を支払うことで和解に応じるとしたが被告に拒否される。その後もRIAAは具体的証拠を提示せず、裁判所はRIAAに対し、6万8685ドル23セント(当時約820万円相当)をその親子に支払うよう命じた。一連のP2P裁判裁判においてRIAAは初めての敗北を喫することとなった。
2008年末に厳しい訴訟に訴えるのをやめるとの声明を発表した。